# Festival olympique de la jeunesse européenne 2013
Navigation
2011 2015
Le Festival olympique de la jeunesse européenne 2013 se déroule à  Utrecht, Pays-Bas du 14 au 19 juillet 2013.

## Sports présents
| - Athlétisme - Basket-ball - Cyclisme | - Gymnastique - Handball - Judo | - Natation - Tennis - Volley-ball |

## Sites des compétitions
| - Utrecht Trade Fair (Volley-ball) - Tennispark Den Hommel (Tennis) - Swimming pool De Krommerijn (Natation) - Utrecht Trade Fair (Judo) - Sports center Olympos (Basket-ball) | - Athletics centre Maarschalkerweerd (Athlétisme) - Het Lint, Leidsche Rijn (Cyclisme) - Utrecht Trade Fair (Handball) - Sports Centre Galgenwaard (Gymnastique) |

## Nations participantes
| - Albanie - Andorre - Arménie - Autriche - Azerbaïdjan - Biélorussie - Belgique - Bosnie-Herzégovine - Bulgarie - Croatie - Chypre - République tchèque - Danemark - Estonie - Finlande - France | - Géorgie - Allemagne - Royaume-Uni - Grèce - Hongrie - Islande - Irlande - Israël - Italie - Lettonie - Liechtenstein - Lituanie - Luxembourg - Macédoine - Malte - Moldavie | - Monaco - Monténégro - Pays-Bas - Norvège - Pologne - Portugal - Roumanie - Russie - Saint-Marin - Serbie - Slovaquie - Slovénie - Espagne - Suède - Suisse - Turquie - Ukraine |

## Calendrier des compétitions
| CO | Cérémonie d'ouverture | ● | Compétitions | 1 | Finales | CC | Cérémonie de clôture |

| Juillet 2013            | 14 Dim | 15 Lun | 16 Mar | 17 Mer | 18 Jeu | 19 Ven | Médaille d'or |
| ----------------------- | ------ | ------ | ------ | ------ | ------ | ------ | ------------- |
| Cérémonies              | CO     |        |        |        |        | CC     |               |
| Athlétisme              |        | 2      | 9      | 5      | 10     | 10     | 36            |
| Basket-ball             |        | ●      | ●      | ●      | ●      | 2      | 2             |
| Cyclisme                |        |        | 2      |        | 2      |        | 4             |
| Gymnastique             |        | ●      | ●      | ●      | ●      | 14     | 14            |
| Handball                |        | ●      | ●      | ●      | ●      | 2      | 2             |
| Judo                    |        |        | 4      | 4      | 4      | 3      | 15            |
| Natation                |        | 8      | 7      |        | 8      | 8      | 31            |
| Tennis                  |        | ●      | ●      | ●      | ●      | 4      | 4             |
| Volley-ball             |        | ●      | ●      | ●      | ●      | 2      | 2             |
| Nbr de Médaille d'or    |        | 10     | 22     | 9      | 24     | 45     | 110           |
| Total de médailles d'or |        | 10     | 32     | 41     | 65     | 110    |               |

## Liste des médaillés
| Evenement                   | Or                                                             | Argent                                                       | Bronze                                                        |
| Homme                       | Homme                                                          | Homme                                                        | Homme                                                         |
| --------------------------- | -------------------------------------------------------------- | ------------------------------------------------------------ | ------------------------------------------------------------- |
| Concours général par équipe | Royaume-Uni - Brinn Bevan - Nile Wilson - Jay Thompson         | Russie - Valentin Starikov - Ivan Stretovich - Kiril Potapov | Italie - Carlo Macchini - Nicola Bartolini - Marco Sarrugerio |
| Concours général individuel | Brinn Bevan                                                    | Nile Wilson                                                  | Ivan Stretovich                                               |
| Sol                         | Valentin Starikov                                              | Brinn Bevan                                                  | Tomas Kuzmickas                                               |
| Cheval d'arçon              | Nile Wilson                                                    | Antonios Tantalidis                                          | Valentin Starikov                                             |
| Anneaux                     | Nile Wilson                                                    | Paul Degouy                                                  | Ivan Stretovich                                               |
| Saut                        | Kiril Potapov                                                  | Valentin Starikov                                            | Viktar Hrankouski                                             |
| Barres parallèles           | Ivan Stretovich                                                | Brinn Bevan                                                  | Ahmet Önder                                                   |
| Barre fixe                  | Carlo Macchini                                                 | Valentin Starikov                                            | Tin Srbic                                                     |
| Femme                       |                                                                |                                                              |                                                               |
| Concours général par équipe | Russie - Maria Kharenkova - Maria Bondareva - Viktoria Kuzmina | Royaume-Uni - Ellie Downie - Tyesha Mattis - Amy Tinkler     | Roumanie - Silvia Zarzu - Laura Jurca - Andreea Iridon        |
| Concours général individuel | Maria Kharenkova                                               | Kim Janas                                                    | Tyesha Mattis (en)                                            |
| Saut                        | Ellie Downie                                                   | Laura Jurca                                                  | Tyesha Mattis                                                 |
| Barres asymétriques         | Martina Rizzeli                                                | Louise Vanhille                                              | Tea Ugrin                                                     |
| Poutre                      | Marie Bondareva                                                | Eythora Thorsdottir                                          | Claire Martin                                                 |
| Sol                         | Maria Kharenkova                                               | Kim Janas                                                    | Silvia Zarzu                                                  |